# Чабо, Эмануэль
Эмануэль Чабо (швед. Emanuel Chabo; род. 27 сентября 2002) — шведский футболист, нападающий «Норрчёпинга».

## Клубная карьера
Является воспитанником «Норрчёпинга», в котором начал заниматься с пяти лет. 7 июня 2021 года подписал с клубом первый профессиональный контракт, рассчитанный на два с половиной года. 28 ноября в матче предпоследнего тура против «Дегерфорса» дебютировал в чемпионате Швеции, появившись на поле на 70-й минуте встречи вместо Самуэла Адегбенро.

## Клубная статистика
| Выступление      | Выступление      | Выступление      | Лига | Лига | Кубки | Кубки | Конт. кубки | Конт. кубки | Итого | Итого |
| Клуб             | Лига             | Сезон            | Игры | Голы | Игры  | Голы  | Игры        | Голы        | Игры  | Голы  |
| ---------------- | ---------------- | ---------------- | ---- | ---- | ----- | ----- | ----------- | ----------- | ----- | ----- |
| Норрчёпинг       | Алльсвенскан     | 2021             | 1    | 0    | 0     | 0     | 0           | 0           | 1     | 0     |
| Норрчёпинг       | Итого            | Итого            | 1    | 0    | 0     | 0     | 0           | 0           | 1     | 0     |
| Всего за карьеру | Всего за карьеру | Всего за карьеру | 1    | 0    | 0     | 0     | 0           | 0           | 1     | 0     |